# Godhard II Kettler zu Neu-Assen

Wapen Kettler Neu Assen

Godhard II Kettler zu Neu-Assen (ca. 1480-1556) heer van Neu-Assen en heer van Mellrich, was een zoon van Godhard I Kettler zu Neu-Assen (ca. 1450-1517) en Margaretha van Bronckhorst-Batenburg (1451-1505). 
Kettler trouwde in 1511 met Sibylle Sophie van Nesselrode (1490-1571). Zij was een dochter van Willem van Nesselrode (-1499), door huwelijk heer van de Heerlijkheid Rhade, en Eliabeth Nyt van Birgel. Sibylle bracht het Haus Nesselrath aan de oever van de Wupper bij Leichlingen in de familie. In de 17e eeuw kwam het huis door vererving aan de familie Westerholt-Gysenberg.
Uit zijn huwelijk zijn de volgende kinderen geboren: 
- Godhard Kettler van Koerland (1517-1587)
- Willem van Ketteler, van 1553 tot 1557 vorstbisschop van Munster
- Johan van Kettler-Nesselradt heer van Mellrich, Embüte / Ambothen, Nesselrode, Eggeringhausen en Essern (ca. 1520-9 oktober 1586)

Wapen van Nesselrode
Wapen Nyt von Birgel
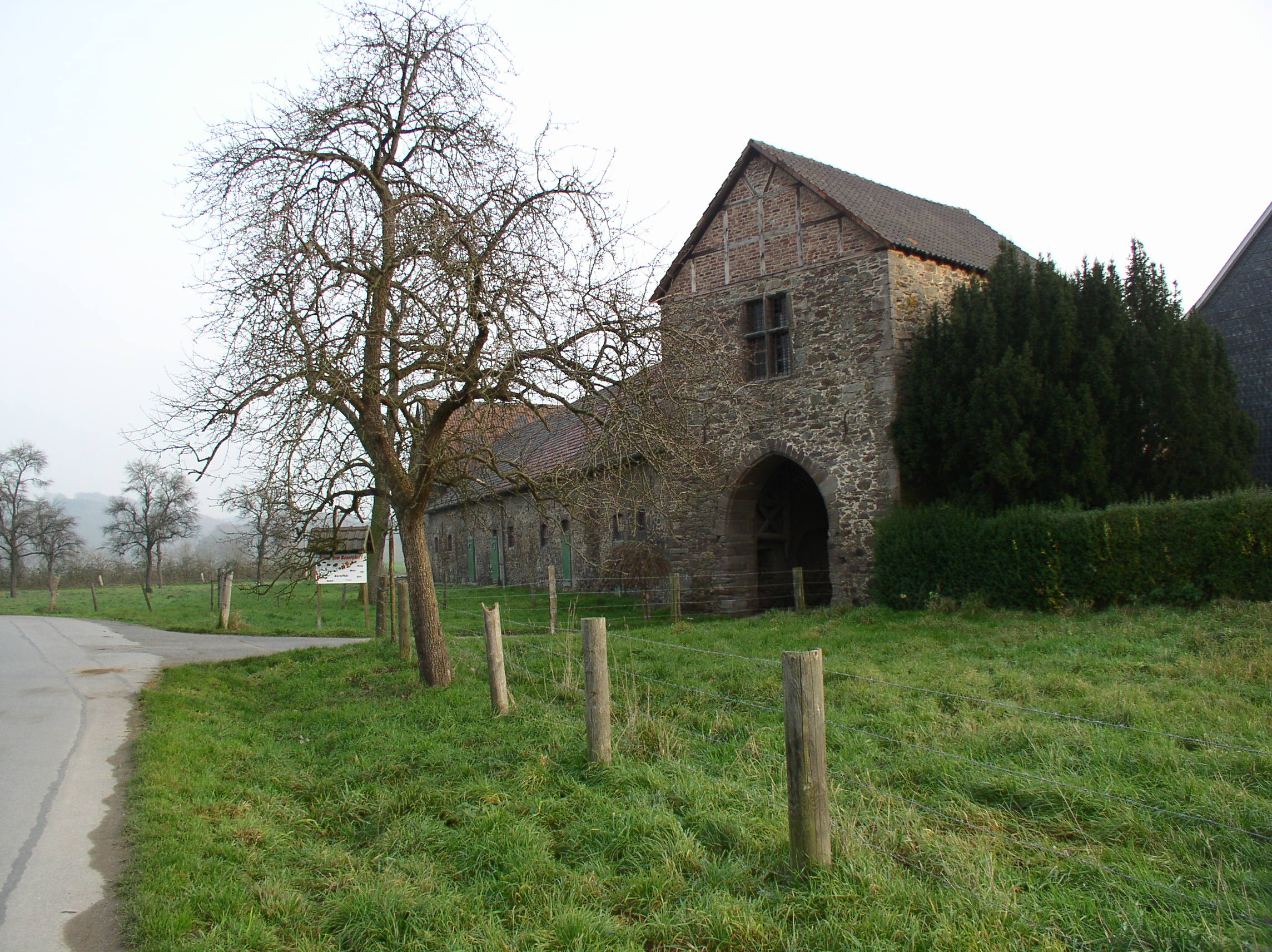
Haus Nesselrath